# Hesperocharis
Genre
Hesperocharis est un genre de lépidoptères (papillons) de la famille des Pieridae et de la sous-famille des Pierinae.

## Dénomination
Hesperocharis est le nom donné par Rudolf Felder en 1862.
Ils résident en Amérique.

## Liste des espèces
- Hesperocharis anguitia (Godart, 1819); au Brésil et en Argentine
  - Hesperocharis anguitia anguitia; au Brésil
  - Hesperocharis anguitia giesekingi Breyer, 1960;  en Argentine
- Hesperocharis costaricensis Bates, 1866; au Mexique, au Guatemala, à Panama, au Costa Rica, au Venezuela et au Nicaragua
  - Hesperocharis costaricensis costaricensis
  - Hesperocharis costaricensis pasion (Reakirt, [1867]); au Mexique et au Guatemala
- Hesperocharis crocea Bates, 1866; au Mexique, à Panama,au Costa Rica, au Venezuela et au Pérou.
  - Hesperocharis crocea crocea
  - Hesperocharis crocea idiotica (Butler, 1869)
  - Hesperocharis crocea jaliscana Schaus, 1898
- Hesperocharis emeris (Boisduval, 1836); au Brésil
- Hesperocharis erota (Lucas, 1852)
- Hesperocharis graphites Bates, 1864; au Mexique et au Guatemala.
  - Hesperocharis graphites graphites
  - Hesperocharis graphites avivolans (Butler, 1865)
- Hesperocharis hirlanda (Stoll, [1790]); au Surinam, en Colombie, en Équateur, au Venezuela, au Brésil et au Pérou.
  - Hesperocharis hirlanda hirlanda
  - Hesperocharis hirlanda apicalis Fruhstorfer, 1907
  - Hesperocharis hirlanda fulvinota Butler, 1871
  - Hesperocharis hirlanda helvia (Latreille, [1813])
  - Hesperocharis hirlanda minturna (Fruhstorfer, 1910)
  - Hesperocharis hirlanda ninguida Fruhstorfer, 1907
  - Hesperocharis hirlanda planasia (Fruhstorfer, 1910)
  - Hesperocharis hirlanda praeclara Fruhstorfer, 1907
  - Hesperocharis hirlanda serda Fruhstorfer, 1907
- Hesperocharis leucania (Boisduval, 1836); au Brésil
- Hesperocharis marchalii (Guérin-Méneville, [1844]); en Colombie, au Venezuela, en Équateur, en Bolivie,  en Argentine et au Pérou
- Hesperocharis nera (Hewitson, 1852); en Équateur, à Trinité, en  Colombie, au Surinam, en Guyane, en Bolivie, au Brésil et au Pérou.
  - Hesperocharis nera nera
  - Hesperocharis nera aida Fruhstorfer, 1908; en Bolivie et au Pérou.
  - Hesperocharis nera amazonica Fruhstorfer, 1907; en Équateur et au Pérou.
  - Hesperocharis nera lamonti Kaye, 1920; à Trinité-et-Tobago
  - Hesperocharis nera nereis C. & R. Felder, 1865; en Colombie
  - Hesperocharis nera nerida Zikán, 1940; au Brésil
  - Hesperocharis nera nymphaea Möschler, 1876; au Surinam, en Guyane, au Brésil.
- Hesperocharis nereina Hopffer, 1874; en Bolivie,  en Équateur et au Pérou.
- Hesperocharis paranensis Schaus, 1898; au Brésil et en Argentine
  - Hesperocharis paranensis paranensis; au Brésil et en Argentine
  - Hesperocharis paranensis infrasignata Breyer, 1939;en Argentine